# Guasacaca
Guasacaca – sos (salsa) z awokado, charakterystyczny dla kuchni wenezuelskiej.
Sos zbliżony jest do meksykańskiego guacamole, jednak w wersji wenezuelskiej zamiast soku z limonki dodaje się ocet winny. Guasacaca charakteryzuje się również mniejszą gęstością niż meksykański odpowiednik. Oprócz octu do składników należą również: kolendra, pietruszka, papryka, cebula, czosnek, sól i olej. Sos serwowany jest jako dodatek do grillowanych mięs, głównie wołowiny, kurczaka, kiełbas i morcillas (odmiany białej kiełbasy). Jako dip podawany jest ze smażonym bananem lub juką. Skrapia się nim również pierogi empanadas. Obecnie jest najczęściej przygotowywany w blenderze, co powoduje, że ma kremową konsystencję. Tradycyjnie miał (nadal czasami przyrządzaną) wersję puree, co nadawało składnikom większą chrupkość. Niekiedy do miski z sosem wkłada się pestkę awokado.

## Galeria

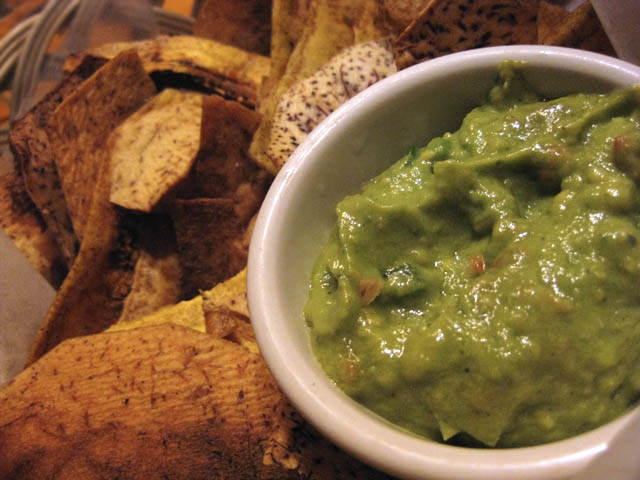
Guasacaca z chipsami (tortilla)
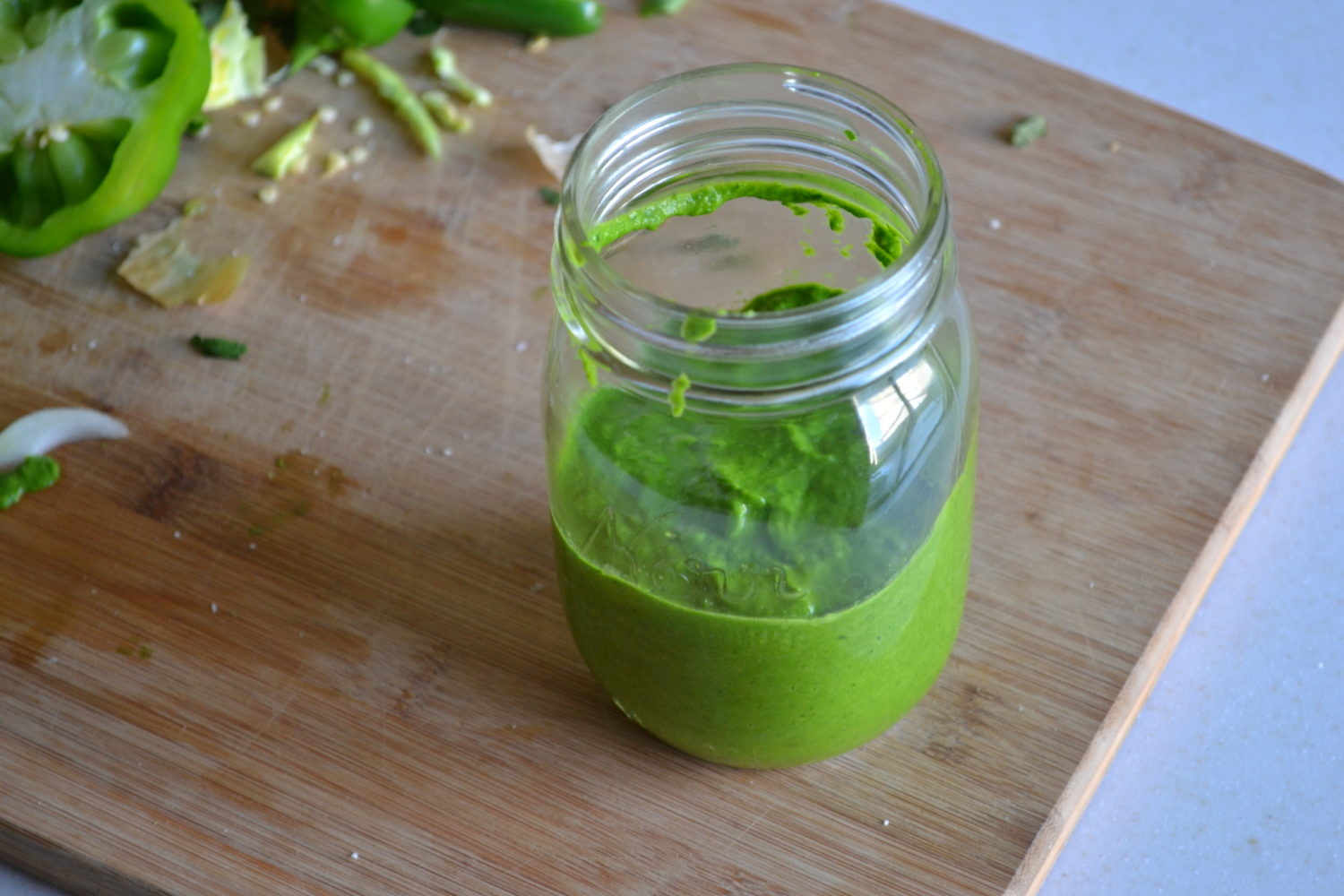
Sos w słoiku